# 福岡県立嘉穂工業高等学校
福岡県立嘉穂工業高等学校（ふくおかけんりつ かほこうぎょう こうとうがっこう）は、福岡県道443号下山田碓井線沿いの福岡県嘉麻市牛隈1794番地にあった男女共学の県立工業高等学校。高校コードは40184（暫定的に残存）。地元では「工業」と呼ばれて親しまれていたが、福岡県立高校統廃合の実施に伴い2007年（平成19年）3月31日限りで閉校となった。

## 沿革
財団法人時代
- 1944年 嘉穂郡大隈町に採鉱科を設置した財団法人嘉穂工業学校が開校
- 1945年 機械科設置
- 1948年 学制改革により全日制課程を設置した財団法人嘉穂工業高等学校へ改称

福岡県立山田高等学校全日制工業部時代
- 1949年 財団法人嘉穂工業高校は県営に移管され、嘉穂郡山田町の福岡県立山田高等学校へ統合。これにより同校の全日制は山田町の普通部と大隈町の工業部から成る2部制へ移行した。

※1954年4月1日　山田町は市制施行により山田市となる

※1955年1月1日　大隈町は嘉穂郡千手村・同足白村・同宮野村と合併（新設合併）、嘉穂郡嘉穂町となる
- 1955年 電気科設置

福岡県立嘉穂工業高等学校時代
- 1957年 山田高校の全日制工業部が嘉穂町の福岡県立嘉穂工業高等学校として独立
- 1958年 校歌制定
- 1962年 福岡県下初となる電子科を設置
- 1963年 工業化学科設置
- 1966年 採鉱科を開発工学科と改称
- 1982年 開発工学科を開発土木科と改称
- 1987年 この年より創立記念日を毎年4月22日と定める
- 1988年 福岡県立高校全日制欠員補充募集（現・福岡県公立高校全日制欠員補充募集）がスタート、嘉穂工業高校もその対象となる。また、九州旅客鉄道（JR九州）上山田線の廃止に伴い、原動機付自転車での通学が可能となる。
- 1990年 開発土木科を土木科と改称
- 1991年 ブレザー制服を導入。電子科の募集を停止し、情報技術科を設置
- 1992年 機械科を電子機械科と改称。工業化学科募集停止
- 1993年 電子科閉科
- 1994年 土木科の生徒によって製作されたログハウスを西鉄バス（現・西鉄バス筑豊）のバス停留所に寄贈。工業化学科閉科
- 2003年 土木科募集停止
- 2004年 嘉穂工業高校は飯塚市の福岡県立嘉穂総合高等学校へ統廃合されることとなり、最後の入試が行われる
- 2005年 嘉穂工業高校募集停止。土木科閉科

※2006年3月27日　嘉穂町は山田市・嘉穂郡稲築町・同碓井町と合併（新設合併）、嘉麻市となる
- 2007年 3月31日限りで嘉穂工業高校は63年間の歴史に幕を閉じた

## 概要
本校はその歴史からして山田高校と姉妹関係にあり、「日の出が丘」という別称まであった。尚。石炭産業全盛期には工業高等専門学校並の人気と難易度を誇っていた。

## 高校コードについて
本校の高校コード番号は40184であった。書類によっては5桁の数字の後にアルファベットが付いていたり、福岡県の都道府県番号である「40」と下3桁の数字（国立は001～、国立高専は091～、公立は101～、公立盲・聾・養護学校の高等部は441～、公立高専は491～、私立は501～から始まる。尚、閉校等は999）との間をハイフンで結んでいるケースも見受けられるが、コード番号自体は全て同じである。

## 設置されていた課程
全日制課程（1944年～2007年）
最末期の本校には財団法人時代に設置された機械科の流れをくむ電子機械科、山田高校の全日制工業部だった頃に設置された電気科、そして本校で最後に設置された情報技術科の計3学科が存在していた。ちなみに本校最後の卒業生は89名であった。
※便宜上、学制改革が行われた1948年度（昭和23年度）より前に関してもここでは「全日制課程」として統一した。

## 地域への貢献
- 西鉄バス筑豊へのログハウス寄贈（バス停として使用）
- 学校開放講座「親子向け技術教室」の開催

## 利用されていた交通機関
最末期における本校最寄りの交通機関は
- 嘉麻市山田バス
  - 嘉穂工業高校バス停下車
- 西鉄バス筑豊
  - 行先番号12番・牛隈バス停下車徒歩5分

であった。以前は本校の真下に西鉄の嘉穂工業高校バス停が有り、最適な交通機関となっていたが閉校半年前の2006年（平成18年）9月30日をもって路線・バス停共に撤退した。尚、1988年（昭和63年）8月31日までは本校から徒歩で7分程の位置にJR九州上山田線の大隈駅が存在し、列車通学の生徒も多かった。

## 閉校後の主な動き
本校の統廃合先となった嘉穂総合高校は2008年度（平成20年度）より嘉穂郡桂川町へ移転した。

## 各種証明書の発行先
〒820-0607

福岡県嘉穂郡桂川町大字土師1117番地の1

福岡県立嘉穂総合高等学校　内